# Echinorhynchus peleci
Echinorhynchus peleci är en hakmaskart som beskrevs av Johann Friedrich Carl Grimm 1870. Echinorhynchus peleci ingår i släktet Echinorhynchus och familjen Echinorhynchidae. Inga underarter finns listade i Catalogue of Life.